# Zanthoxylum pentandrum
Zanthoxylum pentandrum là một loài thực vật có hoa trong họ Cửu lý hương. Loài này được (Aubl.) R.A.Howard miêu tả khoa học đầu tiên năm 1983.